# Дабге-Мбаса
Дабге-Мбаса (фр. Dabgué Mbassa) — деревня в Чаде, расположенная на территории региона Танджиле.

## Географическое положение
Деревня находится в юго-западной части Чада, к востоку от реки Танджиле, на высоте 508 метров над уровнем моря.
Населённый пункт расположен на расстоянии приблизительно 334 километров к юго-востоку от столицы страны Нджамены.

## Климат
Климат деревни характеризуется как тропический, с сухой зимой и дождливым летом (Aw в классификации климатов Кёппена). Среднегодовая температура воздуха составляет 27,6 °C. Средняя температура самого холодного месяца (января) составляет 25,3 °С, самого жаркого месяца (апреля) — 31,4 °С. Расчётная многолетняя норма осадков — 1002 мм. В течение года количество осадков распределено неравномерно, основная их масса выпадает в период с апреля по октябрь. Наибольшее количество осадков выпадает в августе (278 мм).

## Транспорт
Ближайший аэропорт расположен в городе Лаи.